# Volker Bruch
Volker Bruch (Múnic, 9 de març de 1980) és un actor de televisió i cinema alemany. És conegut internacionalment per haver interpretat els personatges principals de Wilhelm Winter al drama televisiu Unsere Mütter, unsere Väter (2013) i de l'inspector Gereon Rath a la sèrie policíaca Babylon Berlin emesa a TV3 el juliol de 2023.

## Biografia
Bruch va néixer el 1980 a Múnic de pare alemany i mare austríaca. Després de completar el seu títol d'Abitur, va estudiar arts escèniques al Max Reinhardt Seminar de Viena, Àustria. Durant aquest període va fer algunes de les seves primeres aparicions televisives, graduant-se el 2005.

## Filmografia

### Cinema
- 2003. Raus ins Leben
- 2005. Rose
- 2006. Das wahre Leben
- 2007. Beste Zeit
- 2008. Les femmes de l’ombre
- 2008. Beste Gegend
- 2008. Der Rote Baron
- 2008. RAF: Facció de l'Exèrcit Roig
- 2008. El lector
- 2008. Little Paris
- 2009. Tannöd
- 2010. Nanga Parbat
- 2010. Goethe!
- 2011. Westwind
- 2012. Confession d’un enfant du siècle
- 2014. Beste Chance
- 2014. Hin und weg
- 2015. Fack ju Göhte 2
- 2015. Outside the Box
- 2018. The Girl in the Spider’s Web
- 2019. Rocca verändert die Welt
- 2022. Der Pfad

### Televisió
- 2002. Vater wider Willen, episodi Große Kinder – Kleine Kinder
- 2003. SK Kölsch, episodi CSD
- 2004. SOKO Kitzbühel, episodi Tödliches Dreieck
- 2004. Comissari Rex, episodi Nina um Mitternacht
- 2004. Baal
- 2004. Die Verbrechen des Professor Capellari – Ein Toter kehrt zurück
- 2004. Tatort, episodi Tod unter der Orgel
- 2005. SOKO Leipzig, episodi Die Polizistin
- 2005. Unter weißen Segeln – Abschiedsvorstellung
- 2005. Hengstparade
- 2005. Tatort, episodi Leiden wie ein Tier
- 2006. Der Untergang der Pamir
- 2006. Die Unbeugsamen
- 2007. Der Staatsanwalt, episodi Glückskinder
- 2007. Ein starkes Team: Stumme Wut
- 2007. Nichts ist vergessen
- 2008. Machen wir’s auf Finnisch
- 2008. Einer bleibt sitzen
- 2008. Tatort: Unbestechlich
- 2011. Treasure Guards – Das Vermächtnis des Salomon
- 2013. Unsere Mütter, unsere Väter
- 2013. München Mord: Wir sind die Neuen
- 2013. Tatort: Der Eskimo
- 2014. Die Pilgerin
- 2015. Das goldene Ufer
- 2016. Ein Teil von uns
- 2017-avui dia. Babylon Berlin
- 2019. Jerks., episodi Volker

## Premis i nominacions
| Any  | Premi                    | Categoria                          | Obra                          | Resultat  | Notes                                                                           |
| ---- | ------------------------ | ---------------------------------- | ----------------------------- | --------- | ------------------------------------------------------------------------------- |
| 2007 | Deutscher Fernsehpreis   | Millor actor secundari             | Nichts ist vergessen / Rose   | Nominat   |                                                                                 |
| 2008 | Undine Awards            | Millor actor secundari jove - Film | RAF: Facció de l'Exèrcit Roig | Nominat   |                                                                                 |
| 2013 | Deutscher Fernsehpreis   | Millor Actor                       | Unsere Mütter, unsere Väter   | Nominat   | Compartit amb Tom Schilling                                                     |
| 2013 | Bayerischer Fernsehpreis | Premi especial conjunt             | Unsere Mütter, unsere Väter   | Guanyador | Compartit amb Tom Schilling, Katharina Schüttler, Miriam Stein i Ludwig Trepte. |
| 2018 | Goldene Kamera           | Millor actor alemany               | Babylon Berlin                | Guanyador |                                                                                 |
| 2018 | Premi Grimme             | Premi de ficció                    | Babylon Berlin                | Guanyador | Compartit amb l'equip de producció i repartiment de Babylon Berlin.             |